# Sophie Liebknecht
Sophie Liebknecht, née Sofia Borissovna Ryss le 18 janvier 1884 à Rostov-sur-le-Don et morte le 11 novembre 1964 à Moscou, est une socialiste et féministe allemande d'origine russe. Elle est la seconde épouse de Karl Liebknecht, qui a trois enfants de son premier mariage avec Julia Paradies.

## Biographie
Née à Rostov-sur-le-Don, Sophie fait ses études en Allemagne, où elle devient conférencière et historienne de l'art. En 1912, elle épouse le penseur marxiste et futur révolutionnaire Karl Liebknecht. D'abord membre du Parti social-démocrate d'Allemagne (SPD), elle adhère au Parti communiste d'Allemagne (KPD) fondé par son mari en 1918.
Karl Liebknecht est assassiné le 15 janvier 1919, après l'échec du soulèvement spartakiste. Sophie déménage à Londres, puis retourne en Allemagne pendant la république de Weimar. Les membres de la famille Liebknecht sont inquiets de l'ascension du parti nazi dans les années 1930 et, craignant pour leur vie sous le régime instauré par Adolf Hitler, choisissent d'émigrer. Originaire de Russie, Sophie part pour l'Union soviétique en 1934 et s'installe à Moscou, où elle vit les dernières décennies de sa vie.
Ses funérailles en 1964 sont suivies par Robert et Wilhelm, ses beaux-fils issus du premier mariage de Karl. Le gouvernement soviétique organise à l'occasion une cérémonie publique avec garde d'honneur. Aux obsèques sont également présents des membres du Comité central du SED.
Une grande partie de sa correspondance avec Rosa Luxemburg a été publiée.
Sa sœur, la chimiste Silvija Borissovna née Ryss, est l'épouse du mathématicien soviétique Jan Spielrein (en).